# Casa de la Mestra Gual
La Casa de la Mestra Gual és una obra d'Alcanar (Montsià) inclosa a l'Inventari del Patrimoni Arquitectònic de Catalunya.

## Descripció
Casa amb planta baixa, pis i golfes; s'ubica a la cantonada del carrer Alcalde Sanmartí i la plaça que forma el mateix carrer.
Cal destacar-ne les obertures ovalades de les golfes, similars a les de la casa Sunyer. Adossat a l'edifici, per la banda del carrer Alcalde Sanmartí, hi ha l'accés a les cotxeres i al jardí, estructura típica que es repeteix als altres edificis del mateix caire que hi ha a Alcanar, com ara la casa O'Connor. A la porta d'aquesta entrada hi ha la inscripció "A F" i la data "1896".

## Història
Per la tipologia que mostra, aquesta casa podria tenir els orígens encara al segle xviii o ja dins el XIX. En tot cas, devia ser remodelada a finals del XIX, tal com suggereix la data de "1896". Fa poc, s'ha refet la socolada de la part baixa de la façana.